# Intighet

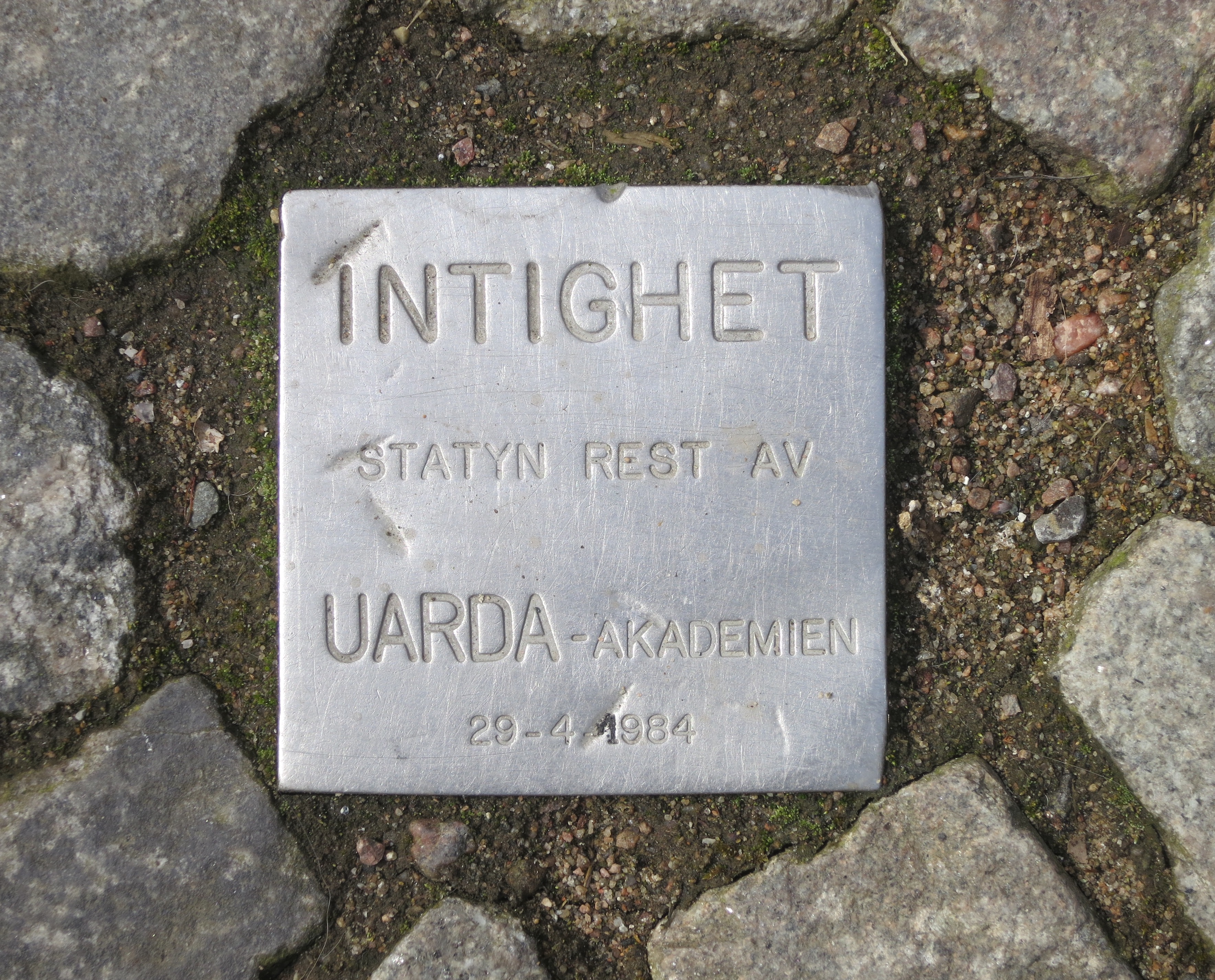
Skulpturen i sin helhet.

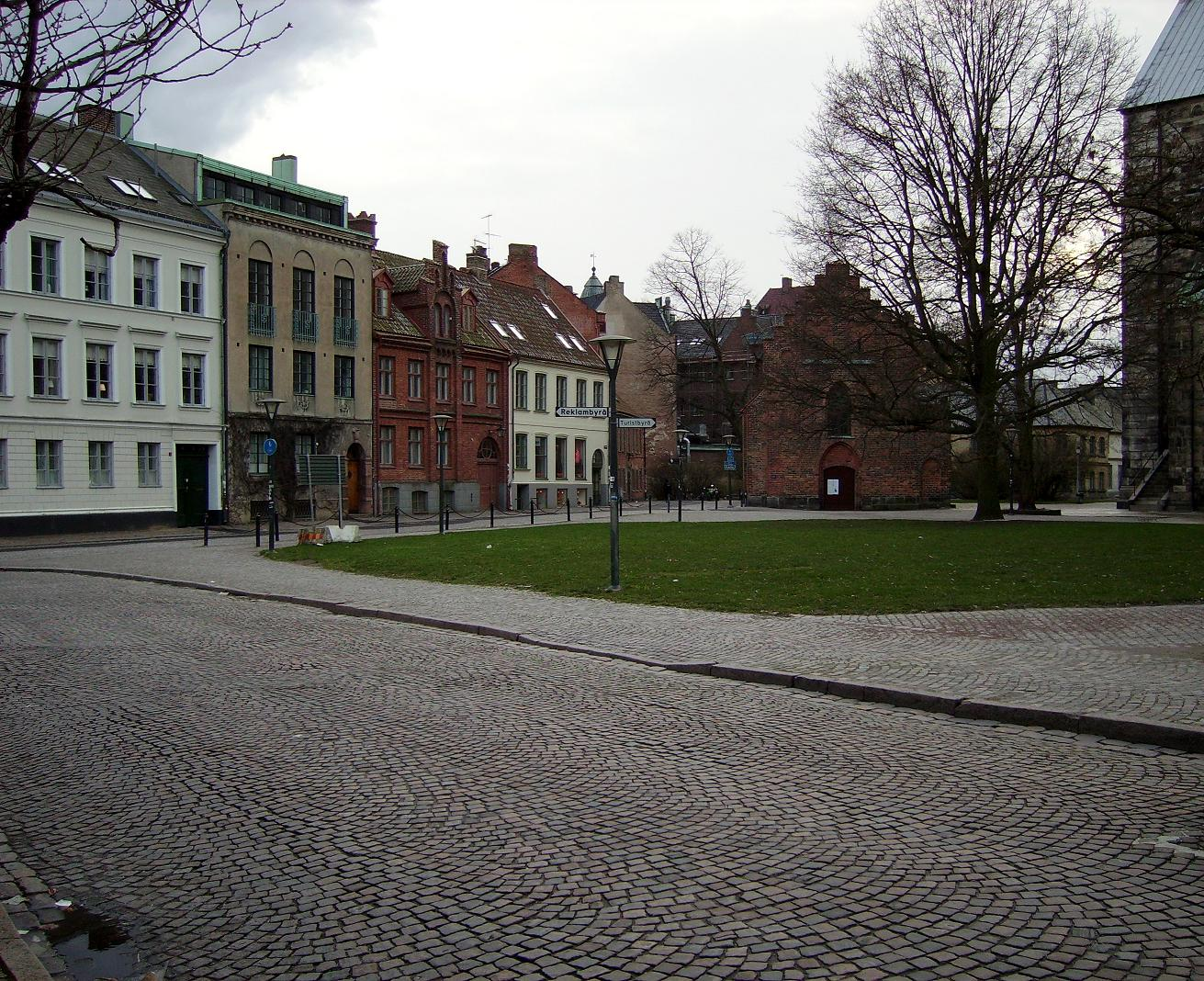
Krafts torg, platsen där det offentliga konstverket "Intighet" är placerad.

Intighet, ibland kallad intigheten, är ett offentligt konstverk rest 1984 av Uardaakademien på Krafts torg i Lund. Verket bestod från början bara av en metallplatta med titel fastskruvad i marken framför Intighet. Verket var en humoristisk kommentar i den lundensiska spextraditionen till stadens oförmåga att ta beslut. Det hade bland annat länge diskuterats kring hur torget skulle utsmyckas, exempelvis fanns förslag på en ryttarstaty av Knut den Store. 
Vid ett tillfälle stals metallskylten och ytterligare en skylt placerades på torget som förklarade att den första var stulen. När sedan den första skylten återbördades, fick den andra skylten sitta kvar. 